# 利迪娅·戈林
利迪娅·戈林（義大利語：Lidia Gorlin，1954年6月29日—），意大利前女子篮球运动员。她曾代表意大利国家队参加1980年夏季奥林匹克运动会篮球比赛，结果获得第六名。